# Polar Times Glacier
Polar Times Glacier är en glaciär i Antarktis. Den ligger i Östantarktis. Australien gör anspråk på området. Polar Times Glacier ligger 88 meter över havet.
Terrängen runt Polar Times Glacier är kuperad söderut, men norrut är den platt. Trakten är obefolkad. Det finns inga samhällen i närheten.